# Popivșciîna, Hluhiv
Popivșciîna (în ucraineană Попівщина) este un sat în comuna Horile din raionul Hluhiv, regiunea Sumî, Ucraina.